# Hapoel Ramat Gan FC
L'Hapoel Ramat Gan F.C. (en hebreu: מועדון כדורגל הפועל רמת גן, Moadon Kaduregel Hapoel Ramat Gan) és un club de futbol Israelià de la ciutat de Ramat Gan. Juga a l'estadi HaMakhtesh, literalment el cràter.

## Història
Va ser fundat l'any 1927. Després de la independència d'Israel, fou un dels membres fundadors de la nova lliga d'Israel. Va baixar a segona divisió per primer cop el 1959-60. Retornà a primera la temporada 1962-63 i la temporada següent esdevingué campió de lliga. Posteriorment ascendí i descendí diverses vegades i no fou fins al 2002-03 que guanyà la seva segona copa.
Hapoel significa "Treballador", i el club representa políticament l'esquerra de la ciutat.

## Palmarès
- Lliga israeliana de futbol 1963-64
- Copa israeliana de futbol 2002-03, 2012-13
- Copa Toto (Liga Artzit) 2000, 2006, 2007

## Jugadors destacats
- Ya'akov Hodorov
- Shlomo Levi
- Moshe Perl
- Tsvika Heyman
- Reuven Cohen
- Roni Kaldaron
- Avi Buksenboim
- Avraham Lev
- Igal Kohavi
- Shooli Gilardi
- Avi Barshatzki
- Yuval Naim
- Ronen Harazi
- Ilan Bahar
- Michael Zandberg
- Ofir Halwani
- Miki Maman
- Tomar Brazilai
- Shahar Kaduri
- Omer Buchsenbaum